# 古尔班扎干柴达木湖
古尔班扎干柴达木湖是一个位于中国内蒙古自治区阿拉善盟的盐湖，面积约为4.97平方千米，属于蒙新高原区。它的一级流域为内流区诸河，二级流域为河西走廊－阿拉善河内流区。